# Glycymerididae
Glycymerididae hay còn gọi là ngao chó là một họ ngao trong bộ Arcoida. Họ này có cả thảy là 04 chi tất cả.

## Các loài
- Axinactis
  - Axinactis inaequalis (Sowerby, 1833)
  - Axinactis delessertii (Reeve, 1843)
- Glycymeris da Costa, 1778
  - Glycymeris albolineata (Lischke, 1872) -
  - Glycymeris amboinensis
  - Glycymeris americana (DeFrance, 1829) -
  - Glycymeris arcodentiens
  - Glycymeris bimaculata (Polish, 1795) -
  - Glycymeris castanea Lamarck
  - Glycymeris connollyi Tomlin, 1925
  - Glycymeris dampierensis
  - Glycymeris decussata (Linnaeus, 1758) -
  - Glycymeris delessertii (Reeve, 1843)
  - Glycymeris diomedea
  - Glycymeris glycymeris (Linnaeus, 1758) -
  - Glycymeris formosus
  - Glycymeris gordoni (Nowell-Usticke, 1959)
  - Glycymeris insubrica
  - Glycymeris kauaia
  - Glycymeris kona
  - Glycymeris longior (Broderip & G. B. Sowerby I, 1833)
  - Glycymeris modesta (Angas, 1879)
  - Glycymeris molokaia
  - Glycymeris muskatensis Melvill, 1897 -
  - Glycymeris nux
  - Glycymeris oculata (Reeve, 1843)
  - Glycymeris pectinata (Gmelin, 1791) -
  - Glycymeris pectiniformis (Lamarck, 1819)
  - Glycymeris pectunculus (Linnaeus, 1758)
  - Glycymeris reevei (Mayer, 1868) -
  - Glycymeris radians (Lamarck, 1819) -
  - Glycymeris rotunda (Dunker, 1882)
  - Glycymeris septentrionalis (Middendorff, 1849)
  - Glycymeris sericata (Reeve, 1843)
  - Glycymeris spectralis (Nicol, 1952) -
  - Glycymeris strigilata Sowerby, 1833
  - Glycymeris tellinaeformis (Reeve, 1843)
  - Glycymeris undata (Linnaeus, 1758) -
  - Glycymeris yessoensis (Sowerby,1886)
- Mexalanea
  - Melaxinaea vitrea
- Tucetona
  - Tucetona angusticosta
  - Tucetona auriflua
  - Tucetona bicolor
  - Tucetona flabellatus
  - Tucetona isabellae Valentich-Scott & Garfinkle, 2011[1]
  - Tucetona laticostata (Quoy & Gaimard, 1835)
  - Tucetona multicostata
  - Tucetona odhneri
  - Tucetona pectinata (Gmelin, 1791)
  - Tucetona strigilata
  - Tucetona subtilis (Nicol, 1956)